# Kamil Szeremeta
Kamil Szeremeta, né le 11 octobre 1989 à Białystok, est un boxeur polonais ayant tenu le titre européen de poids moyens entre 2018 et 2019. En juin 2020, il est classé comme le septième meilleur poids moyen actif international par The Ring et huitième par le Transnational Boxing Rankings Board (litt. Comité de classement transnational de boxe). 

## Carrière professionnelle
La carrière professionnelle de Szeremeta commença le 2 décembre 2012, marquant une victoire par décision par points après quatre tours contre Janos Lakatos au sein de l'OSiR Huragan Arena à Wołomin, en Pologne. 
Après avoir compilé un record de 16–0 (2 KO), il était censé affronter le champion d'Europe de l'EBU, Emanuele Blandamura. Après que Blandamura renonça le titre européen afin d'affronter le champion du monde de la WBA, Ryōta Murata, Szeremeta affronta Alessandro Goddi pour le titre européen vacant le 23 février 2018 au Palazzo dello Sport à Rome, en Italie. Szeremeta battit Goddi, prenant le titre par KO technique au second tour.
Il défendit son titre avec succès - un KO au dixième tour contre Ruben Diaz en septembre, ainsi qu'une décision unanime contre Andrew Francillette en mars 2019 - suivie d'une victoire par décision unanime au huitième tour lors d'un combat sans titre contre Edwin Palacios en juillet. Szeremeta était censé affronter Matteo Signani, or, décida d'abandonner son titre européen afin d'affronter Oscar Cortés lors d'un éliminatoire final pour le titre de champion du monde de l'IBF. Le combat eut lieu le 5 octobre 2019 au Madison Square Garden à New York, dans le cadre de la sous-carte du combat pour le titre vacant IBF entre Gennady Golovkin et Sergiy Derevyanchenko. Szeremeta battit Cortés par KO technique au second tour et établit un combat Golovkin qui battit Derevyanchenko et prit le titre IBF.
Le combat contre Golovkin prit place le 18 décembre 2020 à Hollywood (Floride), avec en jeu, les titres IBF et IBO de poids moyens. Szeremeta fut incapable de surmonter la probabilité, et fut mis à terre à quatre reprises par son adversaire au cours du combat. Après sept tours, Szeremeta abandonna et subit sa première défaite professionnelle. 
Le 19 juin 2021, Szeremeta affronta Jaime Munguia au dernier moment. Bien que n'ayant jamais été mis à terre lors du combat, Szeremeta fut surpassé et ne pouvait opposer les blessures que Munguia infligeait. Il subit une défaite pour la deuxième fois consécutive, après six tours.

## Record de boxe professionnelle
| 30 combats   | 25 victoires | 3 défaites |
| ------------ | ------------ | ---------- |
| Par KO       | 8            | 3          |
| Par décision | 17           | 0          |
| Matchs nuls  | 2            | 2          |

| Numéro | Résultat  | Record | Adversaire              | Type                   | Tour, temps   | Date              | Endroit                                                                      | Remarques                                             |
| ------ | --------- | ------ | ----------------------- | ---------------------- | ------------- | ----------------- | ---------------------------------------------------------------------------- | ----------------------------------------------------- |
| 30     | Défaite   | 25–3–2 | Chris Eubank, Jr.       | KO                     | 7 (12), 1:45  | 12 octobre 2024   | Kingdom Arena, Riyad, Arabie saoudite                                        | Pour le titre vacant IBO des poids moyens             |
| 29     | Match nul | 25–2–2 | Abel Mina               | Décision unanime       | 8             | 24 février 2024   | Opera i Filharmonia Podlaska, Bialystok, Pologne                             |                                                       |
| 28     | Victoire  | 25–2–1 | Omir Rodriguez          | Décision unanime       | 8             | 4 novembre 2023   | Nosalowy Dwór, Zakopane, Pologne                                             |                                                       |
| 27     | Victoire  | 24–2–1 | Nizar Trimech           | Abandon                | 3 (10), 3:00  | 5 novembre 2023   | Opera i Filharmonia Podlaska, Bialystok, Pologne                             |                                                       |
| 26     | Victoire  | 23–2–1 | Vladyslav Gela          | Abandon                | 7 (8), 3:00   | 1er octobre 2022  | MOSiR Hall, Lublin, Pologne                                                  |                                                       |
| 25     | Victoire  | 22–2–1 | Sasha Yengoyan          | KO technique           | 10 (10), 1:57 | 26 mars 2022      | Opera i Filharmonia Podlaska, Bialystok, Pologne                             |                                                       |
| 24     | Match nul | 21–2–1 | Nizar Trimech           | Décision à la majorité | 8             | 27 novembre 2021  | Hala Widowiskowo, Ostroleka, Pologne                                         |                                                       |
| 23     | Défaite   | 21–2   | Jaime Munguia           | Abandon                | 6 (12), 3:00  | 19 juin 2021      | Don Haskins Center, El Paso (Texas), États-Unis                              | Pour le titre WBO Intercontinental des poids moyens   |
| 22     | Défaite   | 21–1   | Gennady Golovkin        | Abandon                | 7 (12), 3:00  | 18 décembre 2020  | Seminole Hard Rock Hotel & Casino Hollywood, Hollywood (Floride), États-Unis | Pour les titres IBF et IBO des poids moyens           |
| 21     | Victoire  | 21–0   | Oscar Cortés            | KO technique           | 2 (8), 0:45   | 5 octobre 2019    | Madison Square Garden, New York, État de New York, États-Unis                |                                                       |
| 20     | Victoire  | 20-0   | Edwin Palacios          | Décision unanime       | 8             | 6 juillet 2019    | Stadion Miejski, Rzeszów, Pologne                                            |                                                       |
| 19     | Victoire  | 19-0   | Andrew Francillette     | Décision unanime       | 12            | 9 mars 2019       | Palais du Littoral, Grande-Synthe, France                                    | Conserve son titre européen des poids moyens          |
| 18     | Victoire  | 18-0   | Ruben Diaz              | KO                     | 10 (12), 2:58 | 22 septembre 2018 | Hala Sportowa im. Olimpijczykow, Łomża, Pologne                              | Conserve son titre européen des poids moyens          |
| 17     | Victoire  | 17-0   | Alessandro Goddi        | KO technique           | 2 (10)        | 23 février 2018   | Palasport, Rome, Italie                                                      | A remporté le titre vacant des poids moyens européens |
| 16     | Victoire  | 16-0   | Sebastian Skrzypczynski | Décision unanime       | 8             | 22 avril 2017     | Legionowo Arena, Legionowo, Pologne                                          |                                                       |
| 15     | Victoire  | 15-0   | Jose Antonio Villalobos | Décision unanime       | 8             | 25 février 2017   | Azoty Arena, Szczecin, Pologne                                               |                                                       |
| 14     | Victoire  | 14-0   | Kassim Ouma             | Décision unanime       | 10            | 20 août 2016      | Amfiteatr, Międzyzdroje, Pologne                                             |                                                       |
| 13     | Victoire  | 13-0   | Artem Karpets           | Abandon                | 5 (8), 3:00   | 20 février 2016   | Legionowo Arena, Legionowo, Pologne                                          |                                                       |
| 12     | Victoire  | 12-0   | Patrick Mendy           | Décision unanime       | 8             | 26 septembre 2015 | Atlas Arena, Łódź, Pologne                                                   |                                                       |
| 11     | Victoire  | 11-0   | Arthur Hermann          | Décision unanime       | 10            | 22 août 2015      | Amfiteatr, Międzyzdroje, Pologne                                             |                                                       |
| 10     | Victoire  | 10-0   | Rafał Jackiewicz        | Décision unanime       | 10            | 18 avril 2015     | Legionowo Arena, Legionowo, Pologne                                          |                                                       |
| 9      | Victoire  | 9-0    | Jose Yebes              | Décision unanime       | 8             | 5 décembre 2014   | Kopalnia Soli, Wieliczka, Pologne                                            |                                                       |
| 8      | Victoire  | 8-0    | Howard Cospolite        | Décision unanime       | 8             | 18 octobre 2014   | Nowy Dwór Mazowiecki, Pologne                                                |                                                       |
| 7      | Victoire  | 7-0    | Lukasz Wawrzyczek       | Décision unanime       | 8             | 26 avril 2014     | Legionowo Arena, Legionowo, Pologne                                          |                                                       |
| 6      | Victoire  | 6-0    | Ivica Gogosevic         | KO technique           | 3 (6), 2:50   | 15 mars 2014      | Hotel Arłamów, Arłamów, Pologne                                              |                                                       |
| 5      | Victoire  | 5-0    | Daniel Urbanski         | Décision unanime       | 6             | 19 octobre 2013   | Kolpania Soli, Wieliczka, Pologne                                            |                                                       |
| 4      | Victoire  | 4-0    | Ismail Teboev           | Décision à la majorité | 6             | 29 juin 2013      | Amfiteatr, Ostróda, Pologne                                                  |                                                       |
| 3      | Victoire  | 3-0    | Robert Talarek          | Décision à la majorité | 4             | 18 mai 2013       | Legionowo Arena, Legionowo, Pologne                                          |                                                       |
| 2      | Victoire  | 2-0    | Dzianas Makar           | Décision par points    | 4             | 9 décembre 2012   | Hala Sportowa, Białobrzegi, Pologne                                          |                                                       |
| 1      | Victoire  | 1-0    | Janos Lakatos           | Décision par points    | 4             | 2 décembre 2012   | OSiR Huragan Arena, Wołomin, Pologne                                         |                                                       |